# 1844 у літературі

## Події
- Роман Алексанра Дюма «Три мушкетери» серіалізовано в газеті.
- У «Journal des débats» почалася серіалізація роману «Граф Монте-Крісто».
- Ганс Крістіан Андерсен надрукував збірку казок, серед яких «Ялинка» та «Снігова королева».

## Твори
- Твори Тараса Шевченка:
  - Чигрине, Чигрине
  - Сова
  - Дівичії ночі
  - Сон
  - У неділю не гуляла
  - Чого мені тяжко, чого мені нудно[1]
  - Заворожи мені, волхве
  - Гоголю
  - цим роком також Шевченко датує свою першу повість «Наймичка», насправді написану на засланні

## Видання
- у Харкові вийшла друга частина альманаху «Молодик»

## Народилися
- 19 березня, Мінна Кант — фінська письменниця і громадська діячка.
- 5 червня, Елізабет Мід-Сміт — ірландська письменниця.

## Померли
- 21 листопада 1844, Крилов Іван Андрійович, російський байкар.